# Maraton w Bratysławie
Maraton w Bratysławie – słowacki maratoński bieg uliczny rozgrywany co roku na ulicach Bratysławy. Pierwsza edycja maratonu w Bratysławie odbyła się 2 kwietnia 2006 roku (w latach 1991–2001 w Bratysławie organizowano również Dunajský maratón). Od początku w zawodach uczestniczyli zarówno mężczyźni, jak i kobiety. Impreza odbywa się każdego roku w kwietniu lub w marcu.

## Lista zwycięzców
Lista zwycięzców maratonu w Bratysławie:
| Edycja | Data            | Mężczyźni            | Kraj     | Czas    | Kobiety               | Kraj     | Czas    |
| ------ | --------------- | -------------------- | -------- | ------- | --------------------- | -------- | ------- |
| 1.     | 2 kwietnia 2006 | Bogdan Dziuba        | Polska   | 2:33:08 | Andrea Bérešová       | Słowacja | 3:10:43 |
| 2.     | 1 kwietnia 2007 | Artur Błasiński      | Polska   | 2:25:09 | Dana Janečková        | Słowacja | 2:56:22 |
| 3.     | 30 marca 2008   | Wasyl Remszczuk      | Ukraina  | 2:19:42 | Katalin Farkas        | Węgry    | 2:56:29 |
| 4.     | 29 marca 2009   | Alaksiej Hauryczenka | Białoruś | 2:21:40 | Judit Földing-Nagy    | Węgry    | 2:50:21 |
| 5.     | 28 marca 2010   | Edwin Kibowen        | Kenia    | 2:27:39 | Lillian Koech         | Kenia    | 2:51:16 |
| 6.     | 27 marca 2011   | Ashenafi Erkolo      | Etiopia  | 2:22:09 | Lillian Koech         | Kenia    | 2:45:30 |
| 7.     | 1 kwietnia 2012 | Micah Samoei         | Kenia    | 2:21:09 | Lucy Murigi           | Kenia    | 2:42:41 |
| 8.     | 24 marca 2013   | Isaac Chesiny        | Kenia    | 2:18:33 | Lillian Koech         | Kenia    | 2:51:42 |
| 9.     | 6 kwietnia 2014 | Joel Mwangi          | Kenia    | 2:18:22 | Alice Kibor           | Kenia    | 2:42:55 |
| 10.    | 29 marca 2015   | Hosea Tuwei Kiplagat | Kenia    | 2:17:18 | Hellen Kimutai        | Kenia    | 2:35:35 |
| 11.    | 3 kwietnia 2016 | Jiří Čípa            | Czechy   | 2:27:41 | Zsófia Bódi           | Węgry    | 3:12:39 |
| 12.    | 2 kwietnia 2017 | Jozef Urban          | Słowacja | 2:29:44 | Michaela Mertová      | Czechy   | 2:51:49 |
| 13.    | 8 kwietnia 2018 | Jiří Čípa            | Czechy   | 2:22:16 | Kristína Néc Lapinova | Słowacja | 2:58:41 |
| 14.    | 7 kwietnia 2019 | Sławomir Gawlik      | Polska   | 2:37:17 | Barbora Nováková      | Czechy   | 3:00:27 |